# Boudu salvado de las aguas
Boudu salvado de las aguas (título original en francés: Boudu sauvé des eaux) es una película francesa dirigida en 1932 por Jean Renoir, y protagonizada por Michel Simon. El guion está basado en una obra de teatro de René Fauchois.

## Argumento
Boudu es un vagabundo que, desesperado porque perdió a su perro, se tira al río Sena desde el puente de las Artes, en París. Un librero, Monsieur Lestingois, le salva la vida y lo acoge en su casa. Boudu seduce a la señora Lestingois y a la criada de la casa, antes de retornar a su vida bohemia.

## Remakes
- En 1986, hubo un remake Un loco suelto en Hollywood, realizado por Paul Mazursky.[1]
- En 2005, Gérard Jugnot dirigió otro remake, Boudu, con Gérard Depardieu en el papel de Boudu.